# Sude
Die Sude ist ein 85 Kilometer langer, rechter (östlicher) Nebenfluss der Elbe in Mecklenburg-Vorpommern und Niedersachsen. Von Redefin bis zur Elbmündung bei Boizenburg/Elbe ist die Sude ein Gewässer 1. Ordnung und wird vom Staatlichen Amt für Landwirtschaft und Umwelt Westmecklenburg unterhalten. Die Sude gehört zusammen mit den Oberläufen der Plane, Alster, Wümme, Hase und Ems zum Fließgewässertyp eines flachen, stark mäandrierenden Sandgeprägten Tieflandbachs mit längeren, ruhigen Abschnitten und kurzen Bereichen mit schnellerer Strömung.

## Flusslauf
Die Sude entspringt in einem Wald nahe dem Schwarzen Moor zwischen Renzow und Groß Welzin, um von dort nach Osten hin den Dümmersee zu durchqueren. Anschließend fließt ihr Wasser in südlicher Richtung ab. In der Nähe von Bandenitz unterquert sie die Bundesautobahn 24. An Hagenow fließt sie östlich vorbei. Danach verläuft der Fluss in einem recht langgestreckten Rechtsbogen nach Westen nördlich an Lübtheen vorbei und durchquert die niedersächsische Gemeinde Amt Neuhaus. Schließlich mündet die Sude westlich von Boizenburg/Elbe an Elbflusskilometer 559,52 in die Elbe, die in diesem Bereich Grenzfluss zu Niedersachsen ist.
Von 1842 an mündete die Sude nach Verlängerung bei Kilometer 557 bei Gothmann in die Elbe. Der Verlauf wurde etwa 1986 in den Boizenburger Hafen verlegt, so dass die Boize zum Nebenfluss der Sude wurde.

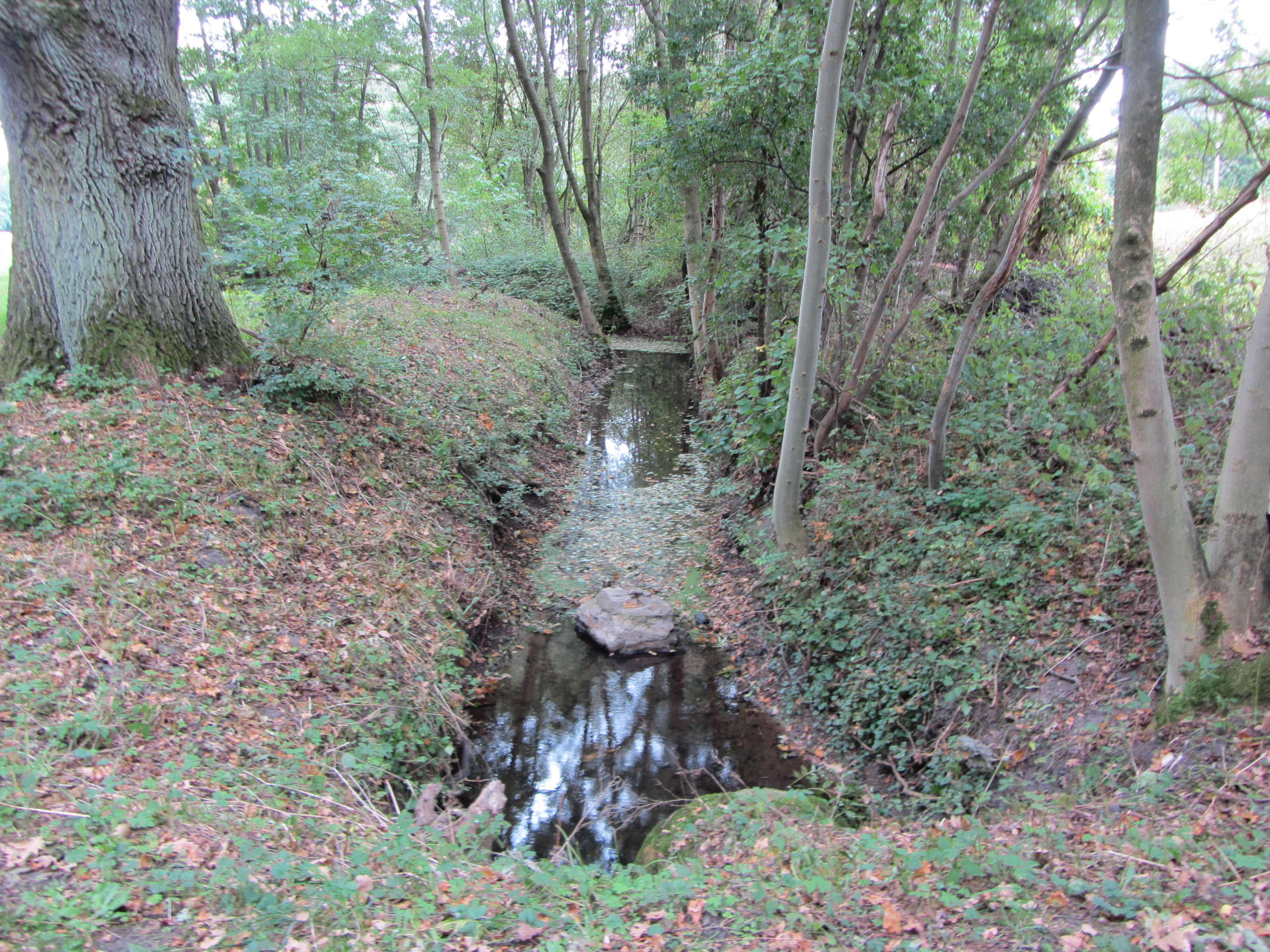
Sude-Oberlauf vor Erreichen des Dümmersees
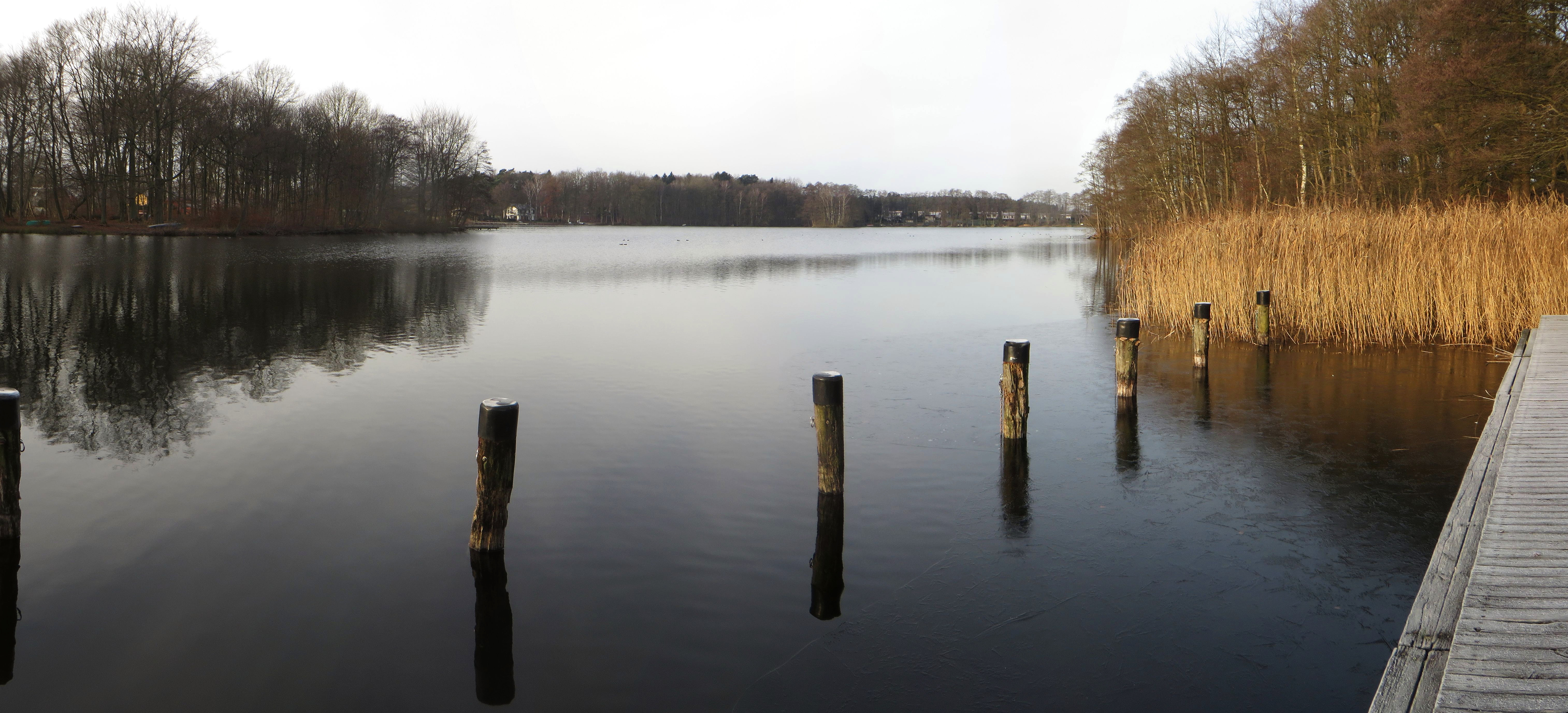
Dümmersee
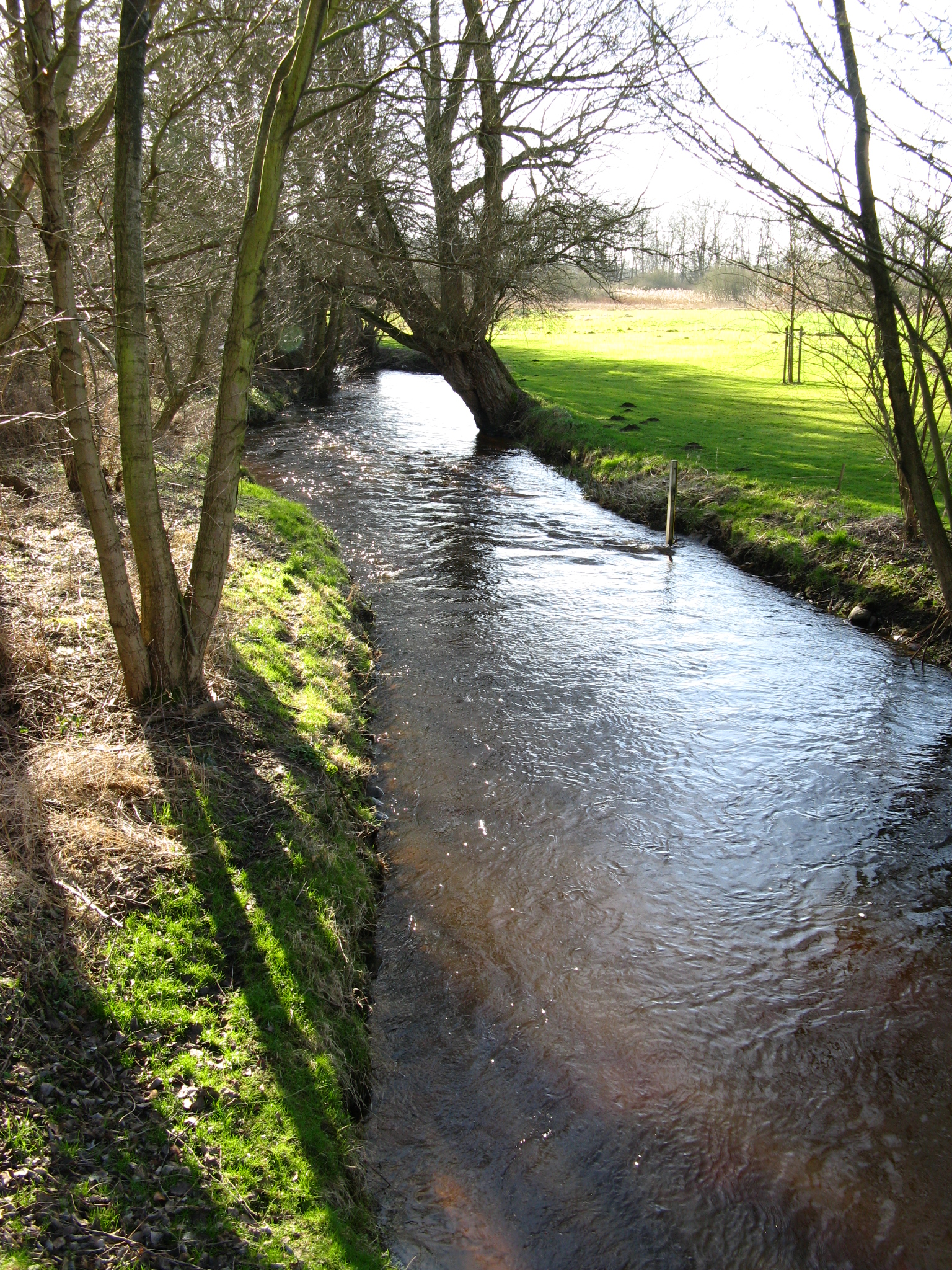
Sude bei Radelübbe
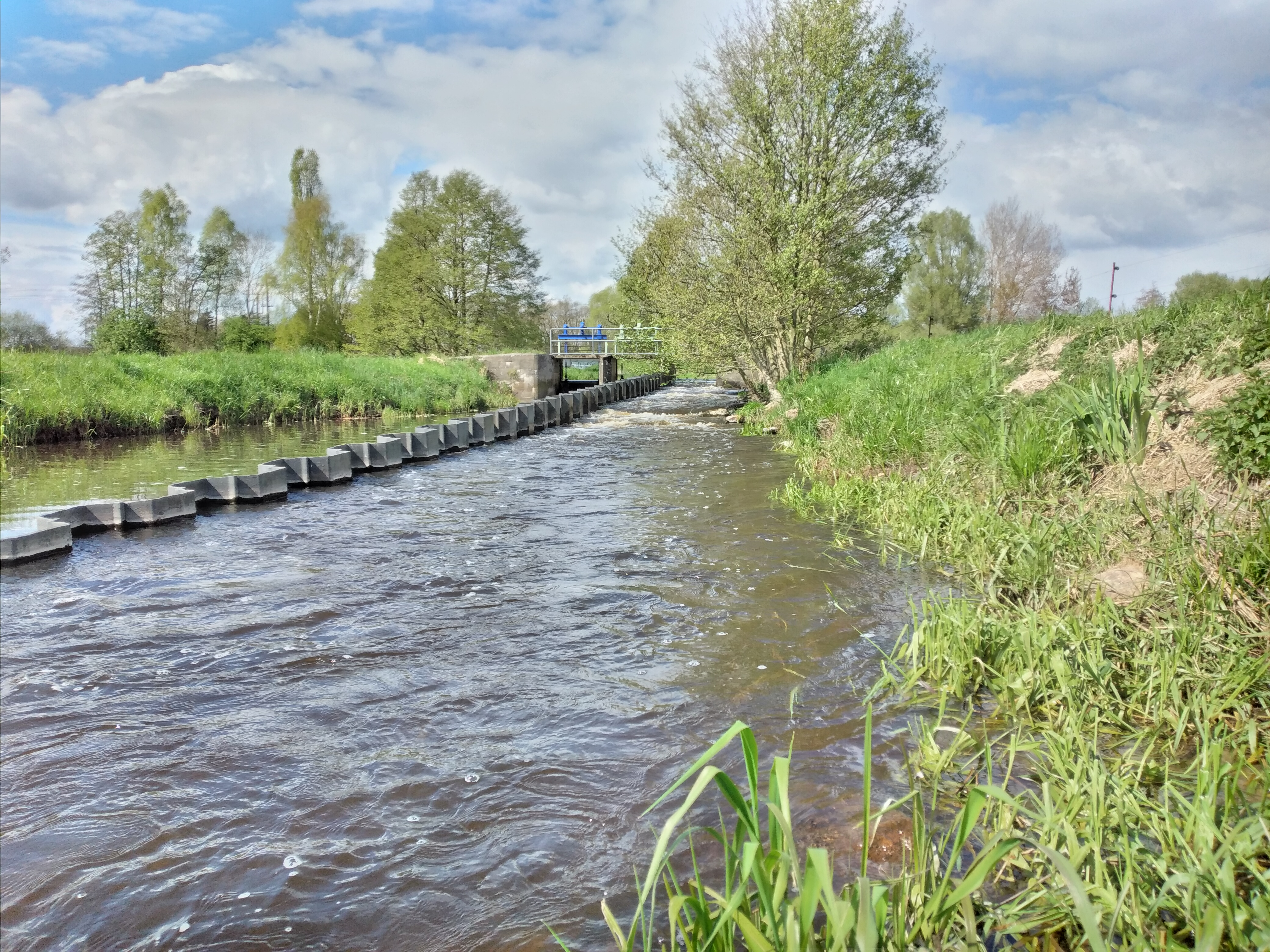
Wehr und Fischtreppe an Eisenbahnstrecke Hagenow-Kirch Jesar
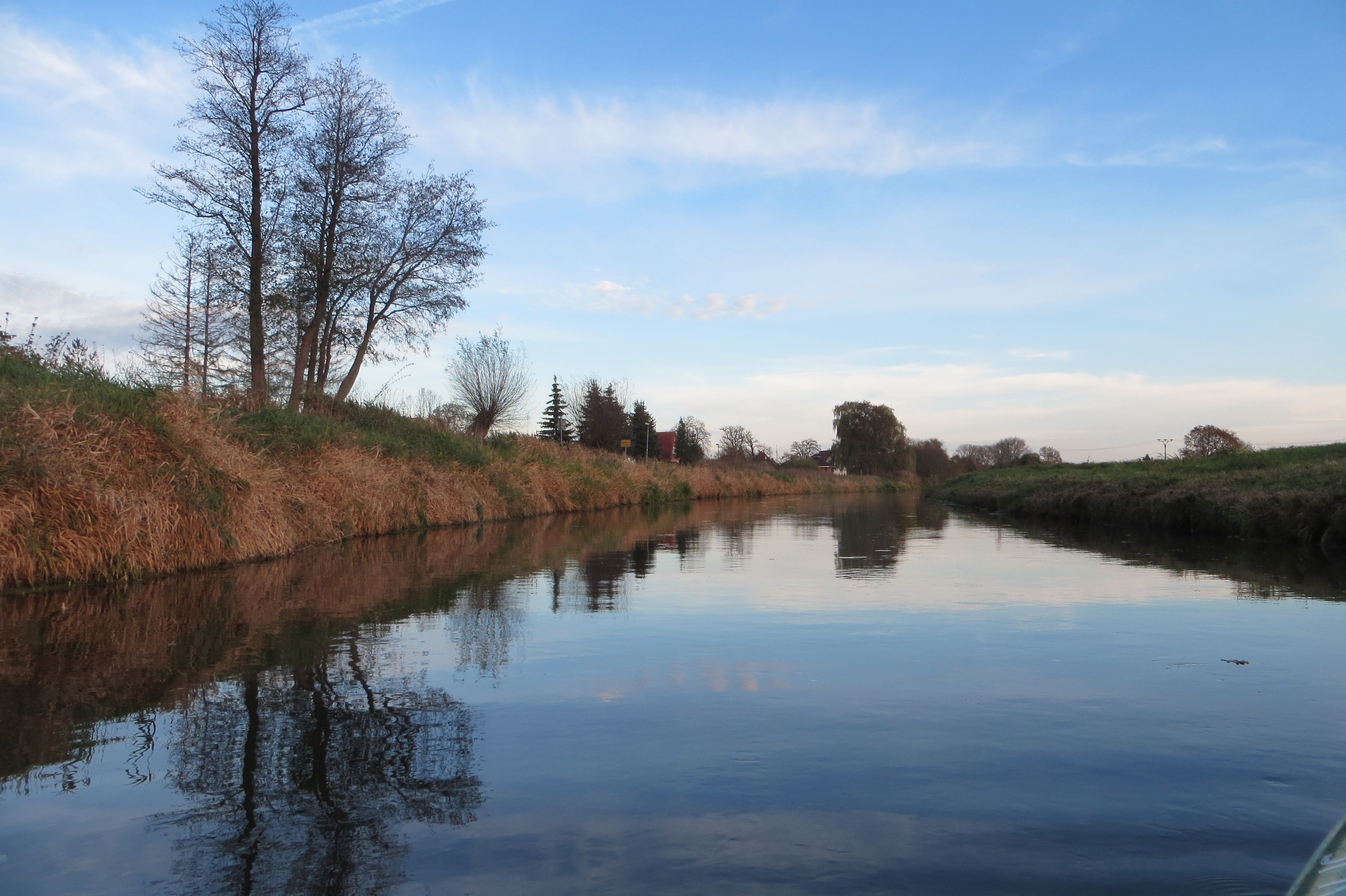
Sude bei Gößlow
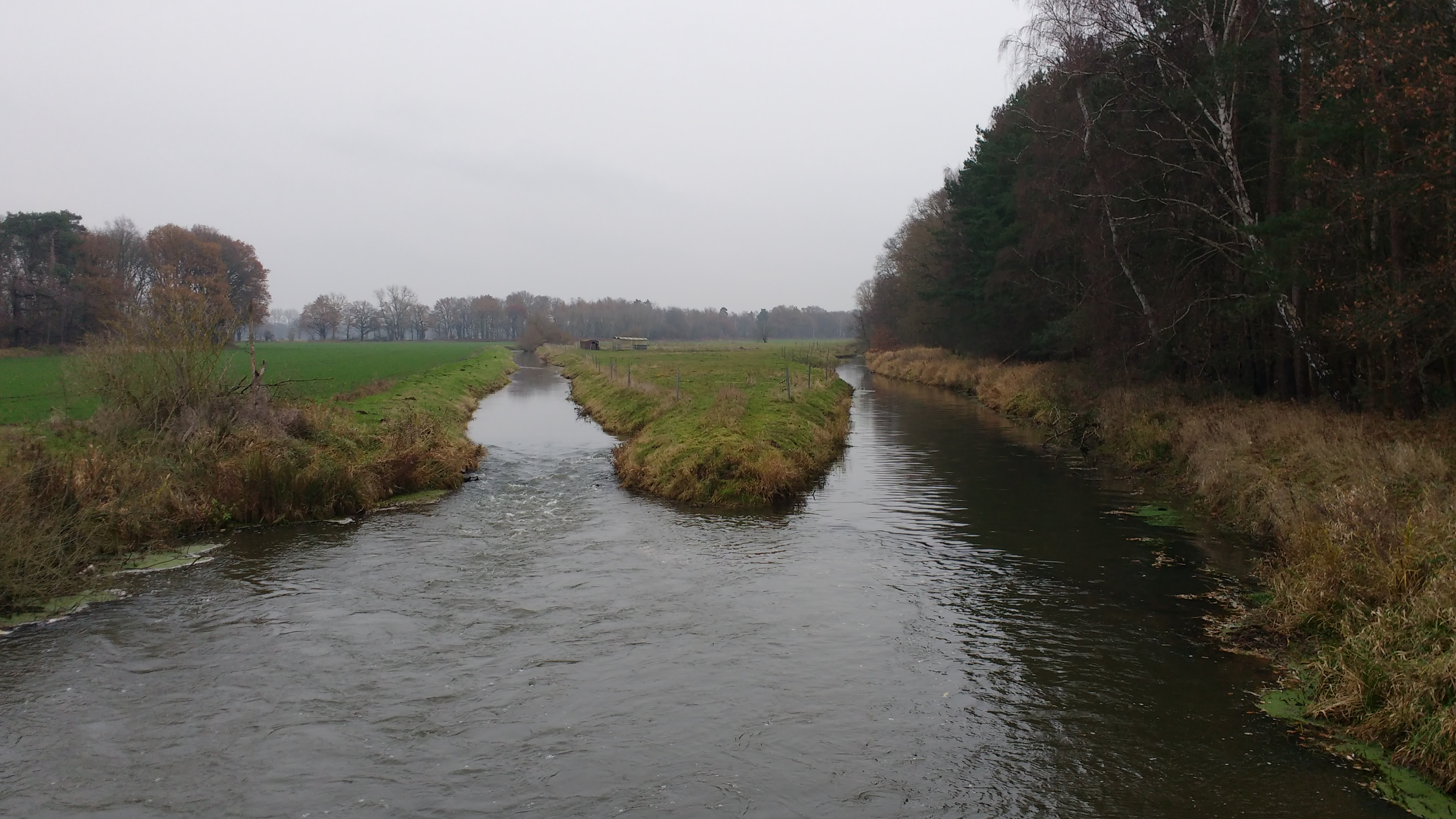
Zusammenfluss von Sude-Freiflut und Unterwasser westlich von Brömsenberg
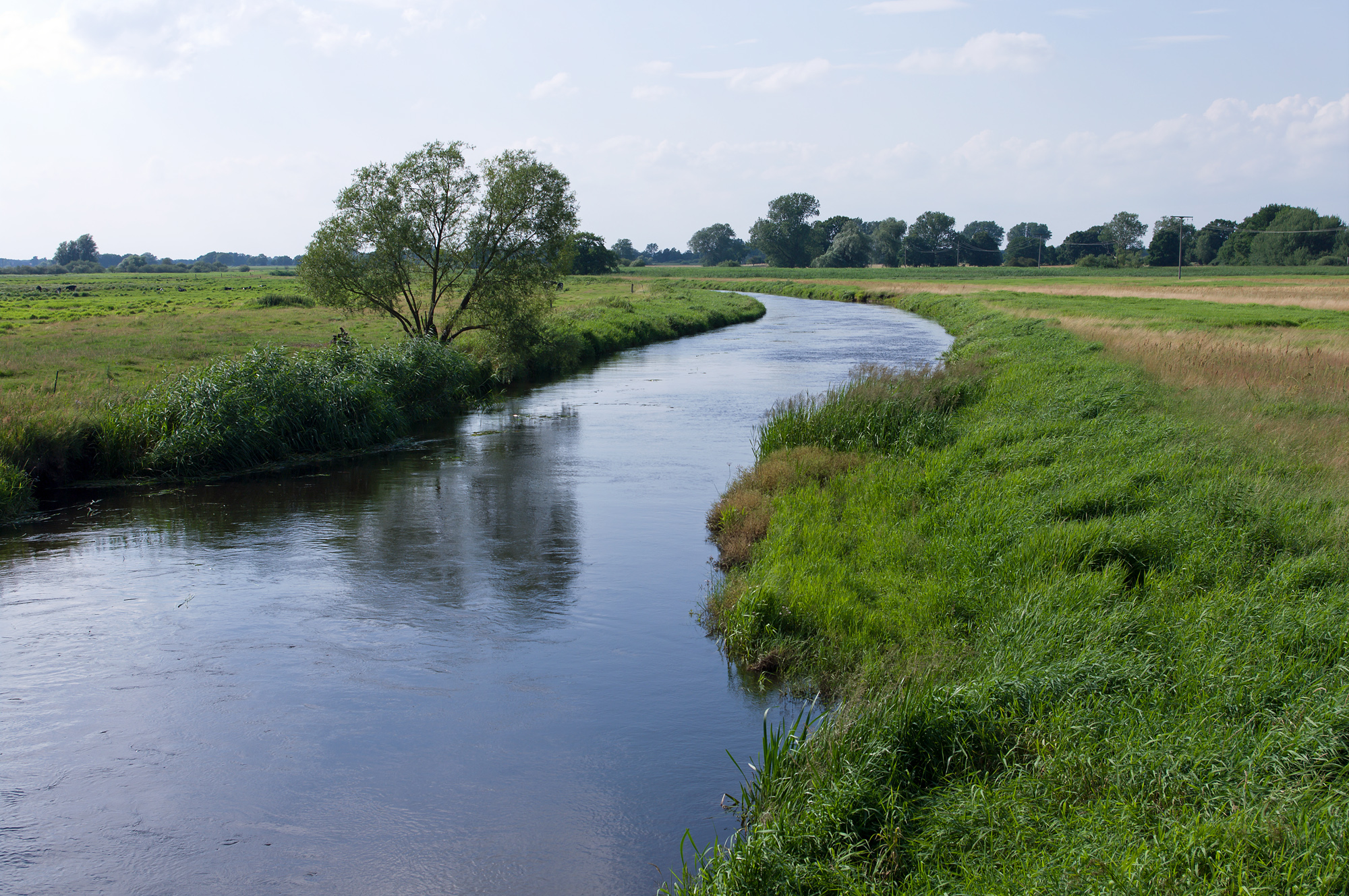
Sude bei Preten (niedersächsisches Amt Neuhaus)
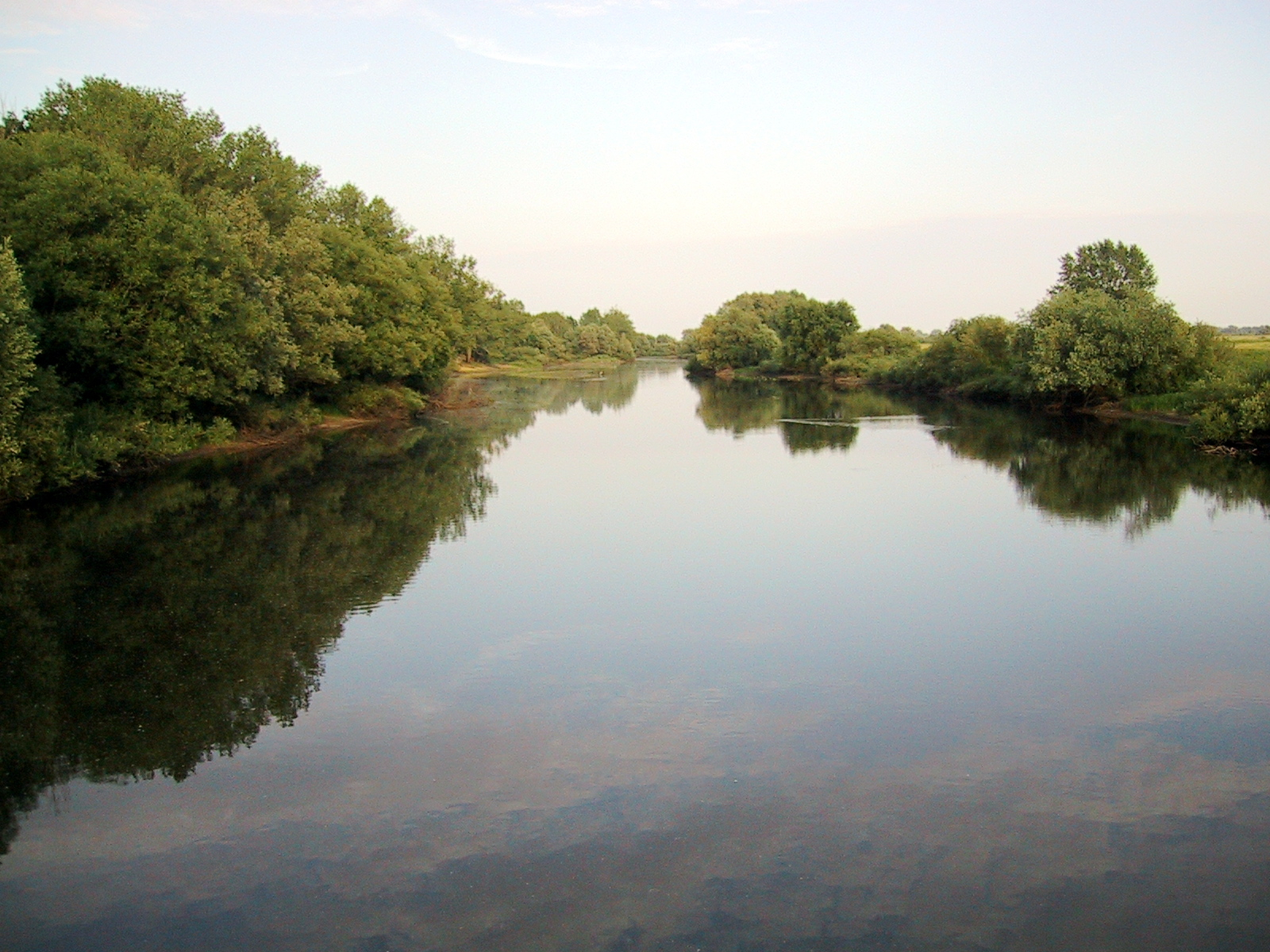
Sude bei Gothmann, fotografiert von der Brücke

## Wasserscheide
Das Quellgebiet der Sude liegt auf der Nordsee-Ostsee-Wasserscheide. Während die Sude in südwestlicher Richtung über die Elbe in die Nordsee entwässert, erreicht das Wasser der Stepenitz, die nur wenige Kilometer weiter nordöstlich entspringt und in nordwestliche Richtung fließt, über die Trave die Ostsee.

## Geschichte
Im Jahr 1176 wurde der Fluss als Zuda fluvius erstmals schriftlich erwähnt. Der Name leitet sich wahrscheinlich vom germanischen Wort *suþa- für „Brühe“ ab und bezog sich wohl auf das trübe moorhaltige Wasser.
Anfang des 15. Jahrhunderts suchten die Lüneburger Salzhändler nach alternativen Transportwegen durch Mecklenburgisches Gebiet, um sich von ihrer alleinigen Abhängigkeit von Lübeck beim Salzumschlag zu befreien. Geplant wurde der Ausbau eines Wasserweges von Lüneburg über die Ilmenau, die Elbe, den Unterlauf der Sude in die Schaale und durch den Schaalsee bis Dutzow und von dort über Land weiter nach Wismar, um dort einen zweiten Salzumschlagplatz zu etablieren. Während ab 1510 das Boizenburger Schifferamt mit der alleinigen Beschiffung der Sude landesherrlich privilegiert war, durften Salz-Transporte über die „Schaalfahrt“ bis Wismar auch von den Lüneburgern selbst durchgeführt werden, sofern dies ohne das Umladen auf kleinere Boote durchführbar waren. Tatsächlich wurden Schaale und der Unterlauf der Sude von 1564 bis 1855 in der Hauptsache für die Flösserei zur Versorgung der Salzsalinen in Lüneburg mit Holz aus Mecklenburg genutzt. Ein Nebeneffekt der Schalfahrt im 16. Jahrhundert war die vermehrt von den Flussanliegern vorgetragene Forderung nach dem Bau von Brücken an Stelle der bis dahin üblichen Furten. Durch den Schleussenbetrieb an der Schaale waren diese bei zu hohen Wasserständen nicht mehr passierbar und nötigten Reisende und Fuhrwerke zu Kosten verursachenden Umwegen.
Auch andere Teile der Sude wurden für die Flösserei genutzt. 1873 war die Sude jährlich 8–9 Monate mit Nachen mit einem Maximaltiefgang von 88 cm und etwa 12,5 Tonnen Tragfähigkeit schiffbar.
Die der besseren Entwässerung und Vermeidung von Überschwemmungen dienende Regulierung der Sude ist ein wichtiger Teil der Flussgeschichte. Bereits Anfang des 17. Jahrhunderts wurde im Zuge des Baus der Garlitzer Mühle durch die Großherzogliche Kammer in Schwerin eine große Flusskrümmung bei Quassel durch den neu geschaffenen Mühlenzufluss begradigt. 1789 wurde zwischen den beiden Flussanliegern Braunschweig-Lüneburg und Mecklenburg-Schwerin eine Vereinbarung von Maßregeln zur Verbesserung der Flüsse Rögnitz, Sude und Krainke zur Verhütung von Überschwemmungen in Mecklenburg und Lauenburg durch Verbreiterungen, Vertiefungen und Begradigungen sowie zur Instandhaltung der Flussläufe ratifiziert, 1842, nach den Napoleonischen Kriegen, wurde diese mit Unterstützung des schwerinischen Landesbaumeisters Carl Heinrich Wünsch erneuert, 1862 ergänzt. 1876 wurde eine Strompolizei-Ordnung für die Flüsse Sude, Rögnitz und Krainke erlassen, um den Flüssen einen angemessenen Erhaltungszustand und einen ungehinderten Wasserabfluss zu sichern.  In den 1920er Jahren wurde schließlich mit der Umsetzung der Vereinbarungen begonnen.
Am 11. Juli 1926 wurde an der Sude bei Lübtheen eine Badeanstalt eröffnet und mindestens bis 1927 betrieben.
Am 1. Januar 1944 stürzte bei Gothmann ein deutsches Jagdflugzeug in den Sommerdeich an der Sude. Das Flugzeug wurde am 14. Oktober 2015 bei einer Deichschau wiederentdeckt und am 21. Dezember 2015 von einer Kampfmittelräumfirma geborgen.

## Tierwelt
Die Sude hat einen sehr guten Fischbestand, vor allem der Hecht ist sehr häufig anzutreffen, wächst aber durch hohe Befischung nicht zu stattlichen Größen heran. Außerdem kommen alle Weißfischarten vor, sogar die Barbe wurde wieder erfolgreich angesiedelt. Der Aal sowie die Aalquappe, welche der größte Laichräuber im Fluss ist, werden gelegentlich von Anglern erbeutet.
Zudem gibt es Biber und Wasserratten und um die Sude herum eine intakte Tierwelt mit diversen Wildtieren. Im Amt Neuhaus hat die Stork Foundation große Gebiete gekauft. Diese werden unter anderem zur Zucht von seltenen Nutztierrassen genutzt.

## Tourismus
Die Sude wird touristisch beispielsweise durch Wasserwandern erschlossen. In Gößlow befindet sich ein neu errichtetes Blockhaus, welches als Startpunkt oder Rastplatz genutzt werden kann. Es müssen mehrere Wehre überquert werden. Zudem werden geführte Sudetouren angeboten.
In Sückau, nahe der Einmündung der Rögnitz und zwischen Sückau und Preten gibt es hölzerne Aussichtstürme, die eine Möglichkeit bieten, um weiträumige Flächen zu überschauen. Sie wurden von der Stiftung „The Stork Foundation – Störche für unsere Kinder“ erbaut.

## Sehenswürdigkeiten

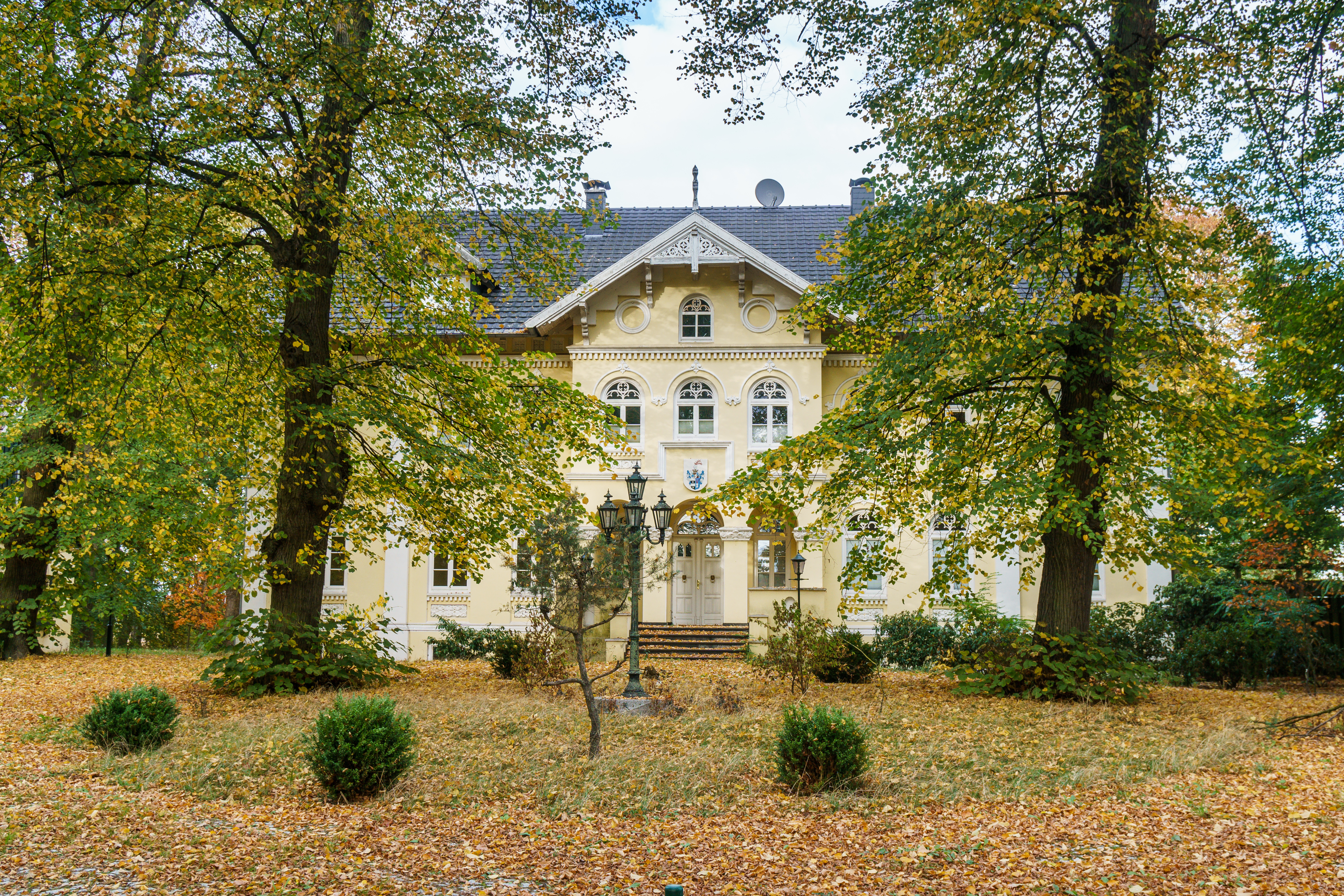
Gutshaus Garlitz (2018)
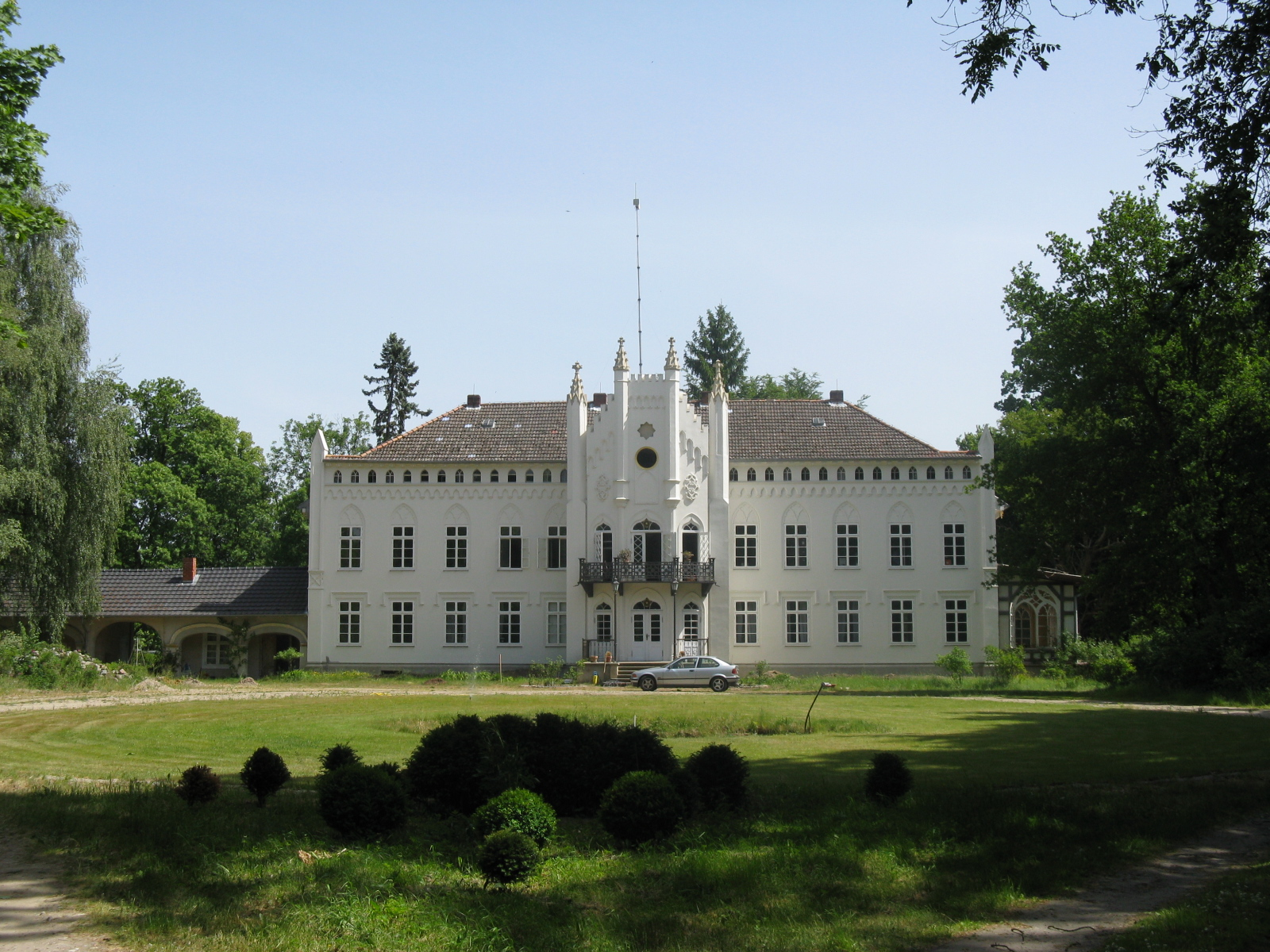
Gutshaus Quassel (2008)
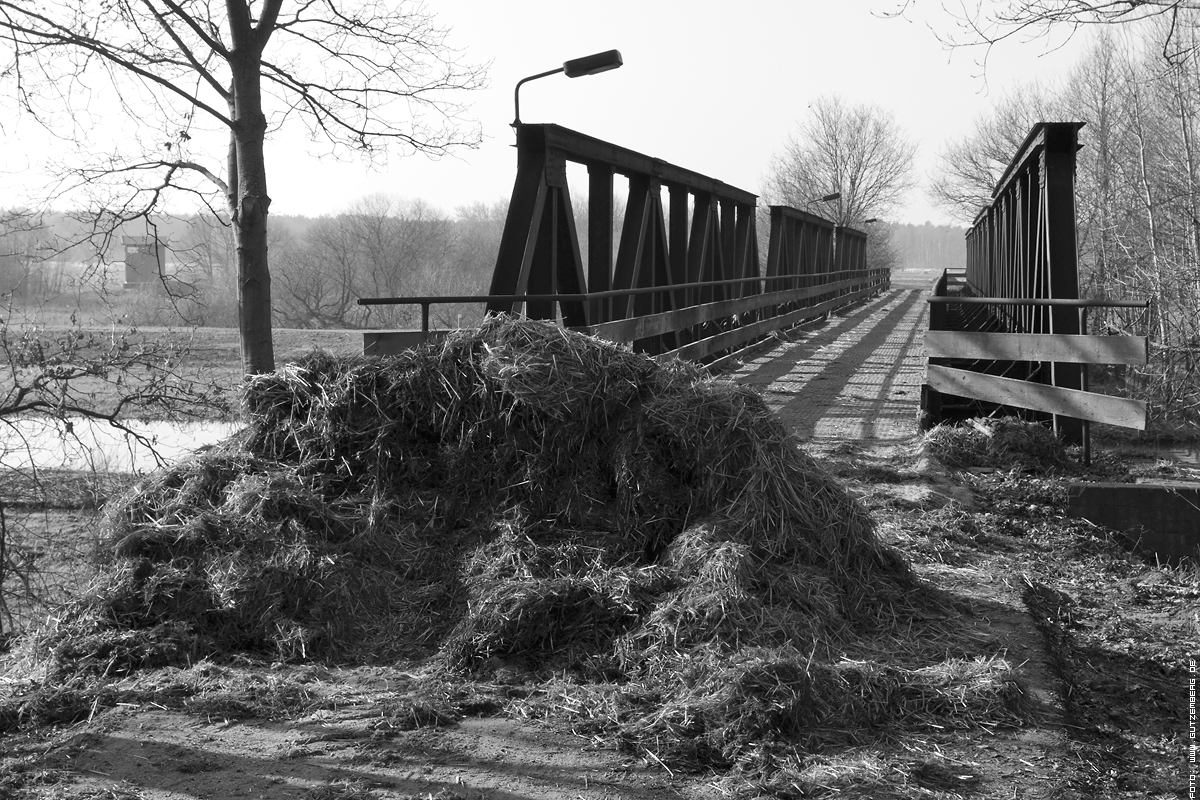
Historische Eisenbahnbrücke in Preten (2011)
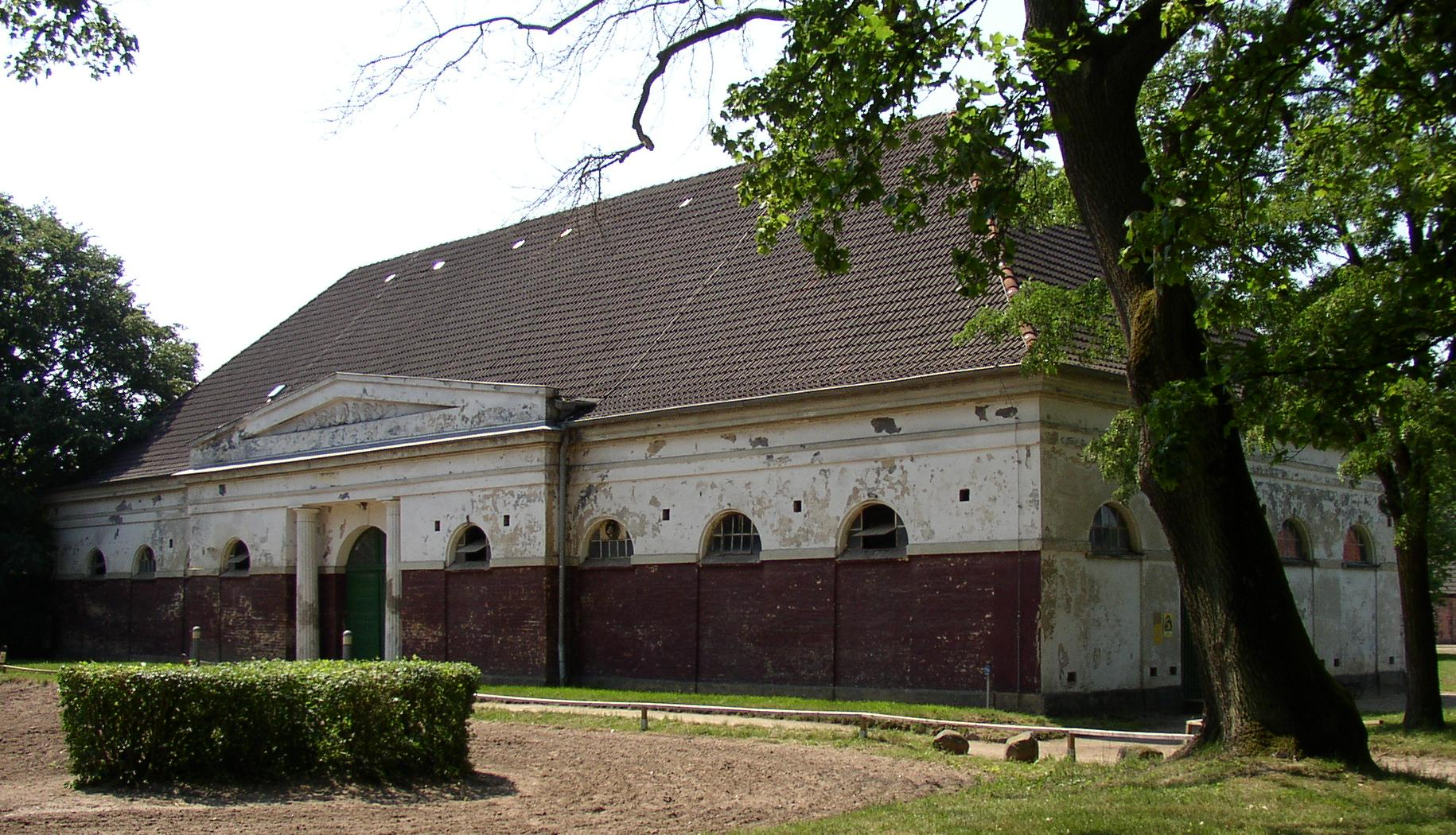
Stall III des Landgestüts Redefin (2007)

- Gutshaus Garlitz
- Gutshaus Quassel
- Historische Eisenbahnbrücke in Preten
- Landgestüt Redefin
- Wassermühle Brömsenberg (mit hölzernen Wehr)
- Wassermühle Viez[24]

## Wehre, Sohlgleiten, Strombauwerke und Querungen
Es befinden sich Wehre bei Walsmühlen, Radelübbe, Viez, Kuhstorf, Redefin, Brömsenberg, Sückau und Gothmann.
Im Zuge der Umsetzung der EU-Wasserrahmenrichtlinie wurden an den Wehren in Gothmann (2011), Brömsenberg (2012), Redefin (2010) und in Viez Fischtreppen bzw. Sohlgleiten errichtet um die aufgrund der Wehre eingeschränkte Durchgängigkeit der Sude für Fische und Fischnährtiere zu verbessern.
Die Sude wird von Preten bis Boizenburg von einigen Flut-Poldern, die zum Teil durch Schöpfwerke abgetrennt sind, gesäumt. Sie dienen der Aufnahme von Hochwasserscheiteln. Außerdem gibt es Schutz-Polder, die die Ortschaften schützen sollen. Beträgt die Wasserstandsdifferenz am Wehr in Gothmann mehr als 1,5 Meter so muss es aus baulichen Sicherheitsgründen geschlossen werden. Danach kann das Wasser der Sude nicht mehr abfließen und staut sich auf. Auch dank der vorhandenen Rückzugsflächen kam es während des Elbhochwassers im Jahr 2002 zu keinen größeren Schäden in den angrenzenden Ortschaften.
Flussquerungen gibt es unter anderen bei Hagenow/Kirch Jesar (Eisenbahn) und in Bandekow (Straße).

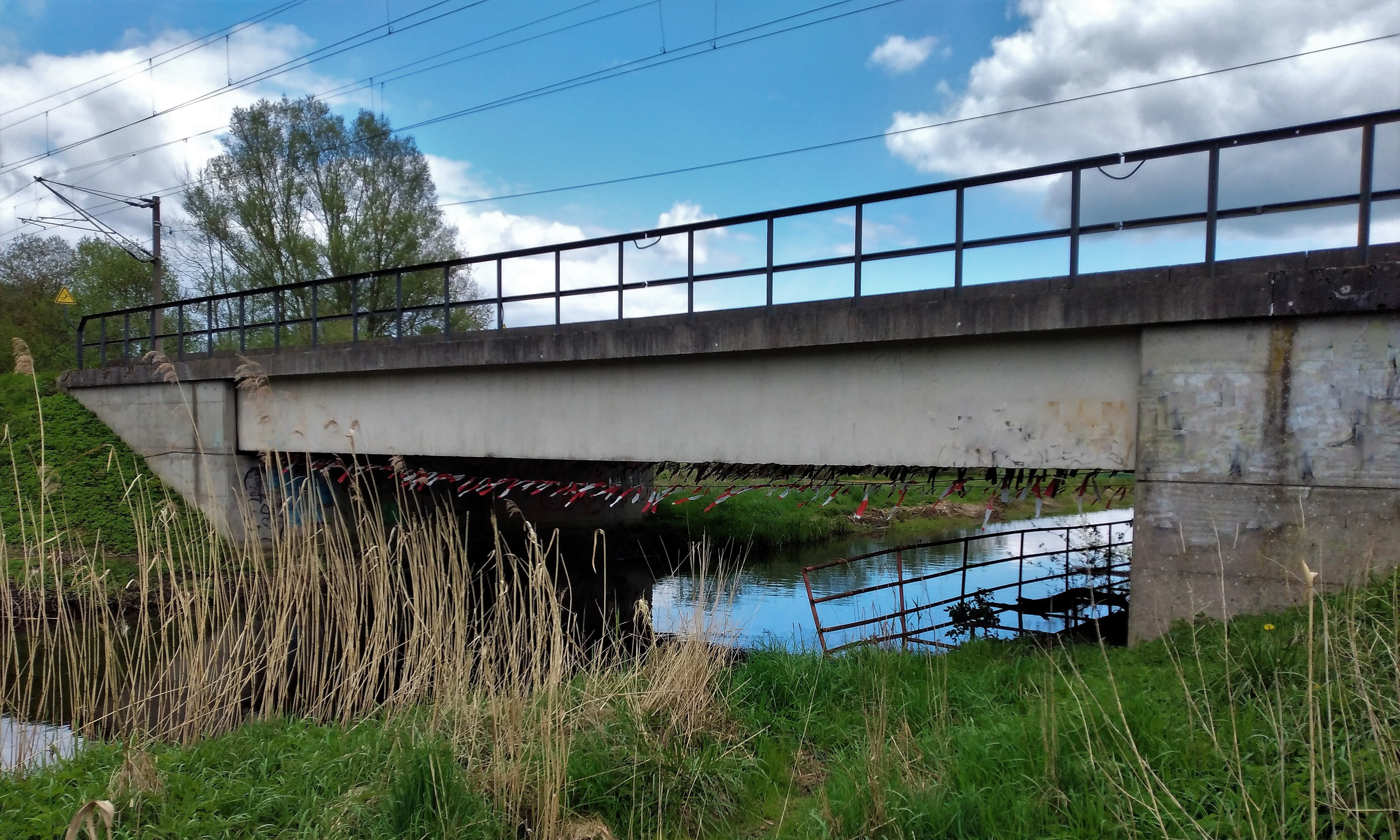
Eisenbahnbrücke Sude, Strecke 6442 bei Hagenow
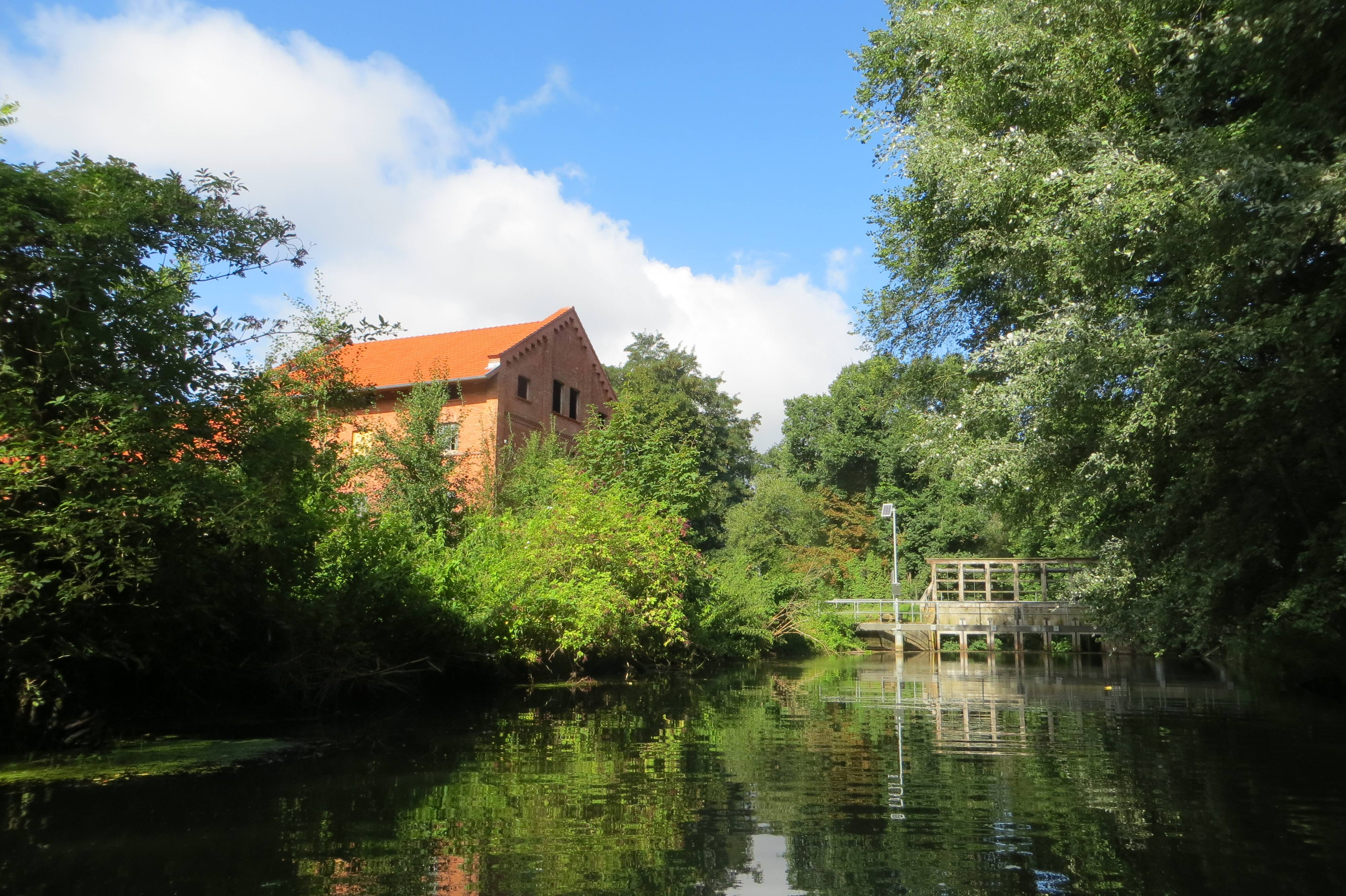
Wassermühle Brömsenberg am hölzernen Sude-Wehr
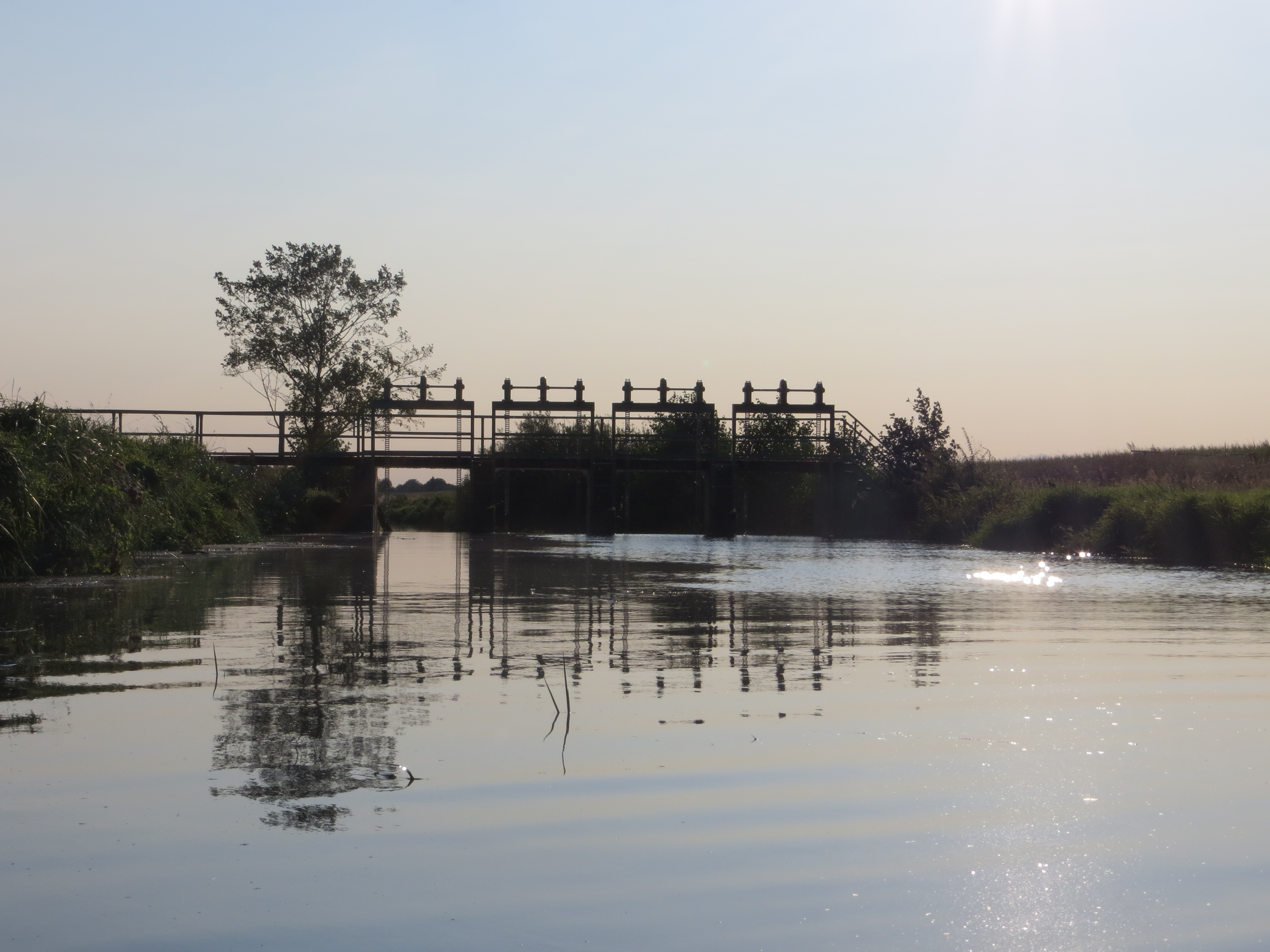
Sude-Wehr nordöstlich von Sückau
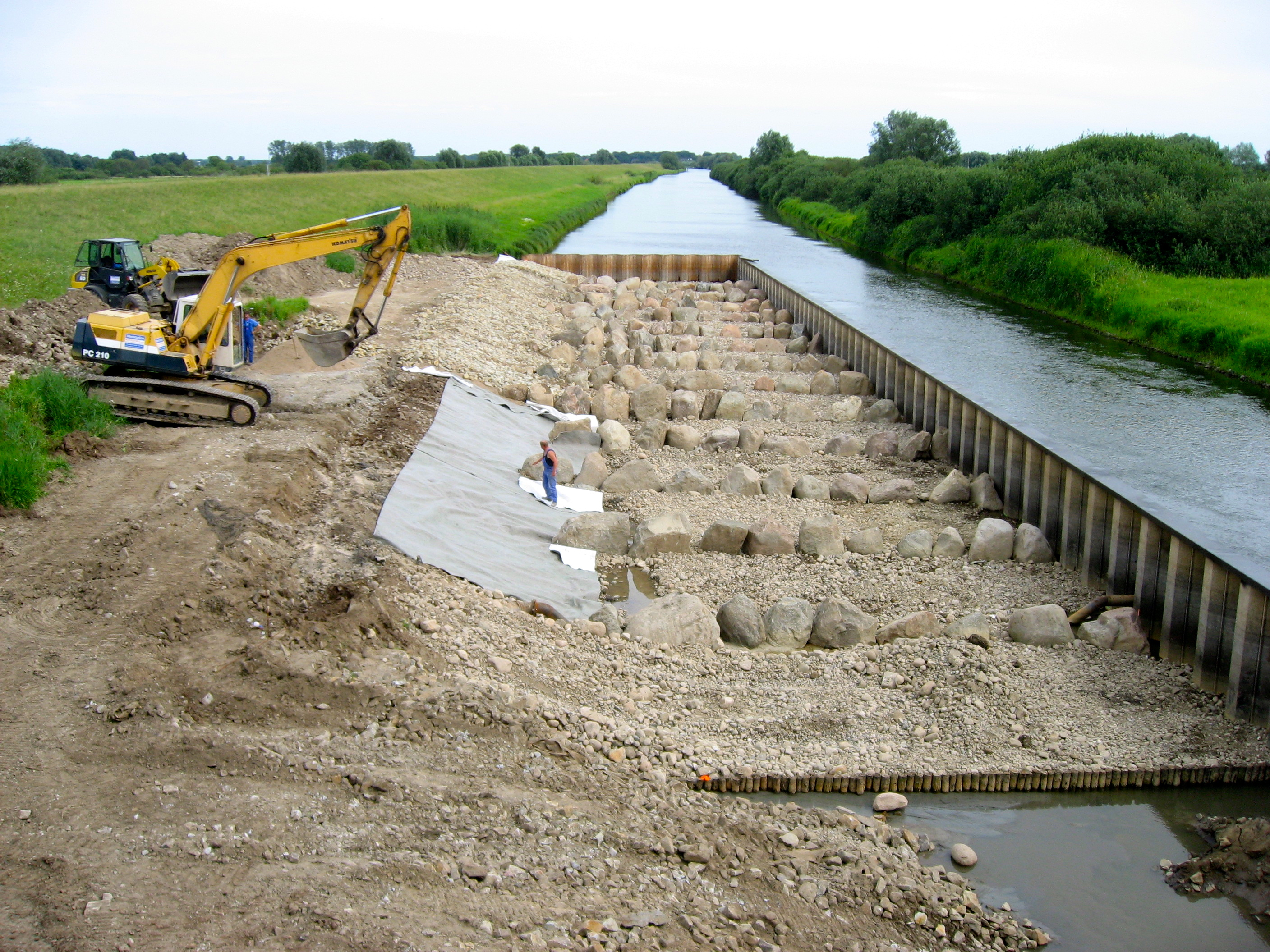
Bau einer Fischaufstiegshilfe am Abschlusswehr bei Boizenburg (2011)

## Politik
Im Amt Neuhaus, speziell in und um Sückau, gibt es eine Bürgerinitiative, die sich für eine Fortsetzung des Deichausbaus einsetzt.